# La Vérité nue (film, 1948)
Pour le film d'Atom Egoyan, voir La Vérité nue.
Pour plus de détails, voir Fiche technique et Distribution.
La Vérité nue (titre original : No Minor Vices) est un film américain réalisé par Lewis Milestone avec Robert Aldrich en premier assistant, sorti en 1948.

## Synopsis
Le brillant pédiatre Perry Ashwell Dana Andrews prend sa femme April Lilli Palmer et leur vie bien confortable pour acquis. Quand il autorise l'artiste Octavio Quaglini à le suivre pour parodier leurs vies à travers des croquis, Octavio tombe amoureux d'April et essaie de l'éloigner de Perry.

## Fiche technique
- Titre : La Vérité nue
- Titre original : No Minor Vices
- Réalisation : Lewis Milestone
- Scénario : Arnold Manoff (en)
- Photographie : George Barnes
- Montage : Robert Parrish
- Musique : Franz Waxman
- Pays d'origine : États-Unis
- Format : Noir et blanc - 1,37:1 - Mono
- Genre : comédie
- Durée : 96 minutes
- Date de sortie : 1948

## Distribution
- Dana Andrews : Perry Ashwell
- Lilli Palmer : April Ashwell
- Louis Jourdan : Octavio Quaglini
- Jane Wyatt : Mlle Darlington
- Norman Lloyd : Dr Sturdivant
- Bernard Gorcey : M. Zitzfleisch
- Roy Roberts : M. Felton
- Fay Baker : Mme Felton
- Ann Doran : Mme Faraday
- Beau Bridges : Bertram